# Ahmet Aslan (Musiker)
Ahmet Aslan (* 1968 oder 1971 in Hozat in der osttürkischen Provinz Tunceli) ist ein kurdisch-zazaischer Sänger und Musiker.

## Leben und Karriere
Die Grundschule besuchte Aslan in seinem Heimatdorf. Mittelschule und Gymnasium absolvierte er in Hozat. Während seiner Schulzeit in Hozat begann Ahmet Aslan, die dreisaitige kurdische Langhalslaute tembur zu spielen und beschäftigte sich mit Malerei.  Anschließend studierte er Malerei an der Fakultät für schöne Künste der Universität Dicle in Diyarbakir. 1993 nahm Aslan ein Studium am staatlichen Konservatorium in Istanbul auf und emigrierte später aus der Türkei. Aslan studierte weiter Musik am Konservatorium in Rotterdam und lebt heute wie sein Cousin Mikail Aslan in Deutschland, wo er anfangs anstelle der tembur ausschließlich akustische Gitarre spielte und erst nach einiger Zeit wieder zum Instrument seiner Heimat zurückfand. 2003 wirkte er in der Gruppe von Mikail Aslan bei der Produktion der CD Kilitê Kou mit. Ein Jahr später folgte die erste CD Va u Waxt seiner eigenen Gruppe, die wie Veyvê Milaketu (2007), Na-Mükemmel – Imperfect (2015) und die weiteren CDs bei Kalan Müzik veröffentlicht wurde.
Ahmet Aslan spielte anfangs zur Gesangsstimme meist tembur und Gitarre, gelegentlich auch die türkischen Langhalslauten cura und bağlama (beides Varianten der saz), an deren Stelle häufig eine umgebaute Flamencogitarre mit drei (Doppel-)Saiten tritt, die er „Di-Tar“ nennt. Seine Lieder klingen ruhig und melancholisch, häufig wechselt er zwischendurch in die Kopfstimme. Die Begleitung mit akustischen Instrumenten ist sparsam und beschränkt sich auf die genannten Zupflauten und Perkussion, nur selten tritt ein Streichinstrument im Hintergrund hinzu oder die Stimme wird durch Overdubs vervielfacht. Auf manchen Aufnahmen ist das Doppelrohrblattinstrument mey zu hören.
In seinen auf Zaza gesungenen Liedtexten beschäftigt er sich mit der mythischen Tradition seines alevitischen Glaubens, indem er etwa im Lied Veyvê Milaketu („Tanz der Engel“) die alten, sinnstiftenden, kosmogonischen Erzählungen wie Kindheitserinnerungen als Bilder einer verschwundenen glücklichen Welt aufleben lässt. In Deutschland stehen Ahmet Aslan, sein Cousin Mikail und auf ähnliche Weise der türkische Filmemacher Fatih Akın für die Bewahrung der kulturellen heimatlichen Tradition. Er wird zu den namhaften Sängern in Deutschland gerechnet, die sich der kurdischen Tradition widmen und ist, ausgehend von Deutschland, auch in der Türkei bekannt geworden.
2007 sang Aslan bei der CD-Produktion Isik Preludleri – Siirler – 1 des griechischen Komponisten Antonis Anissegos.
Mitglieder des Ahmet Aslan-Ensembles 2007 waren Kemal Dinç (bağlama), Fethi Ok (Perkussion) und Klaus Bittner (Gitarre). Live trat er um diese Zeit mit Selman Aslan (tembur und cura), Ulas Dilekli (tembur und Gesang), Yilmaz Yurtsever (Perkussion) und Mehmet Celik (E-Bass) auf.
2014 komponierte Aslan zusammen mit Ali Ekber Kayış (Mitglied der Grup Abdal) die Musik zum türkischen Kinofilm Iyi Biri des Regisseurs Ayhan Sonyürek, der auf dem 51. International Antalya Golden Orange Film Festival uraufgeführt wurde.

## Diskografie

### Alben
- 2004: Va u Waxt / Wind and Time / Rüzgâr ve Zaman
- 2007: Veyvé Mılaketuo / Dance of the Angels / Meleklerin Dansı
- 2015: Na-Mükemmel / Imperfect
- 2019: Budala Aurası

### Livealben
- 2021: Konser Kayıtları

### Kollaborationen
- 2017: Duo (mit Kemal Dinç)

### Singles (Auswahl)
- 2004: Susarak Özlüyorum
- 2004: Tanımadığım Ten
- 2007: Minnet Eylemem
- 2015: Şu Kanlı Zalimin Ettiği İşler
- 2015: Dermanın Olayım
- 2015: Giresun'un İçinde
- 2015: Geberiyorum
- 2017: Üryan Geldim
- 2017: Çeşm-i Siyahım (mit Demet Akalın)
- 2018: Kirpiğin Kaşına Değdiği Zaman (mit Cem Adrian)
- 2020: Şu Dağlarda Kar Olsaydım (mit Ali Ekber Kayış)

## Filmografie
- 2014: Iyi Biri / a good fellow, Filmmusik mit Ali Ekber Kayış und Nebenrolle
- 2017: Zer, Hauptrolle als „Derwisch“